# Swadjtawy
Snaaib (fl. XVII secolo a.C.) è stato un faraone durante il secondo periodo intermedio dell'Egitto.

## Biografia
Questo sovrano ci è noto per una stele rinvenuta ad Abido dove è mostrato con in capo la corona azzurra, simbolo del comando in guerra, mentre rende omaggio a Horo-Min.
Snaaib è stato tentativamente attribuito alla tarda XIII dinastia, alla tarda XVI dinastia ed anche alla dinastia di Abido. Anche per questo motivo non è possibile stabilire chi fosse il suo predecessore od il suo successore, non essendo inoltre presente il suo nome in alcuna delle Liste Reali a noi pervenute. È possibile che tale registrazione si trovasse nelle righe perdute delle colonne 6 e 7 del Canone Reale.

## Titolatura
| G5 |

| G5 |

| s | M13 | N19 |

| s | M13 | N19 |

| s | M13 | N19 |

| s | M13 | N19 |

| s | M13 | N19 |

| s | M13 | N19 |

| s | M13 | N19 |

| s | M13 | N19 |

| G16 |

| G16 |

|  |

| G8 |

| G8 |

|  |

| M23 · X1 | L2 · X1 |

| M23 · X1 | L2 · X1 |

| N5 | mn · n | N28 | D36 · Z2 |

| N5 | mn · n | N28 | D36 · Z2 |

| N5 | mn · n | N28 | D36 · Z2 |

| N5 | mn · n | N28 | D36 · Z2 |

| N5 | mn · n | N28 | D36 · Z2 |

| N5 | mn · n | N28 | D36 · Z2 |

| N5 | mn · n | N28 | D36 · Z2 |

| N5 | mn · n | N28 | D36 · Z2 |

| G39 | N5 |

| G39 | N5 |

| Y4 | Y1 · ib |

| Y4 | Y1 · ib |

| Y4 | Y1 · ib |

| Y4 | Y1 · ib |

| Y4 | Y1 · ib |

| Y4 | Y1 · ib |

| Y4 | Y1 · ib |

| Y4 | Y1 · ib |

## Cronologia
| Periodo                    | Dinastia      | periodo di regno                             |
| Secondo periodo intermedio | XIII dinastia | tra il 1660 a.C. ed il 1630 a.C. (± 50 anni) |

| Dinastie contemporanee | Capitale |
| XIV                    | varie    |
| XV                     | Avaris   |
| XVI                    | varie    |